# João Marques de Oliveira

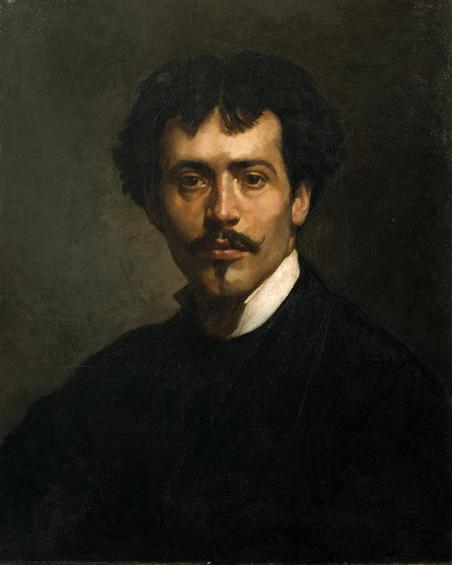
João Marques de Oliveira, Selbstporträt 1876

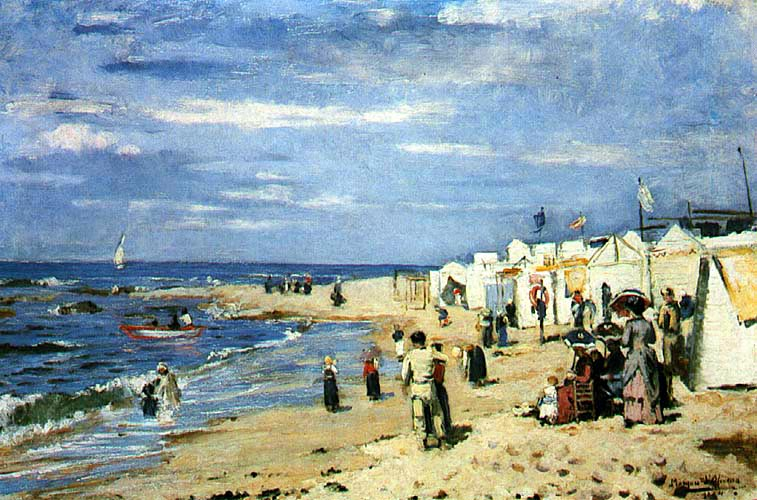
Praia de Banhos, 1884

João Joaquim Marques da Silva Oliveira (* 23. August 1853 in Porto; † 9. Oktober 1927 ebenda) war ein portugiesischer Maler. 

## Leben
Mit elf Jahren kam Oliveira 1864 an die Academia Portuense de Belas Artes (die spätere Escola Superior de Belas Artes do Porto) und blieb dort als Schüler bis zum Sommer 1873. Anschließend ging er – zusammen mit seinem Freund und Kollegen António Carvalho de Silva Porto – nach Paris. Dort wurde er an der École des Beaux-Arts u. a. Schüler von Alexandre Cabanel. Marques de Oliveira und Silva Porto gelten als frühe Vertreter des Naturalismus in Portugal.
Zwischen Frühjahr 1876 und Herbst 1877 unternahm Oliveira immer wieder kurze Studienreisen nach Belgien, den Niederlanden, Großbritannien und Italien. Aufgrund seiner Skizzenbücher und der Bilder, die nach solchen Reisen entstanden, wurde er 1876 zum ersten Mal aufgefordert, an der großen Sommerausstellung des Salon de Paris teilzunehmen. Auch in den beiden folgenden Jahren nahm er erfolgreich an dieser Ausstellung teil. 
1879 kehrte Oliveira in seine Heimat zurück und ließ sich in Porto als freischaffender Künstler nieder. Zwischen 1881 und 1926 betraute man ihn mit einem größeren Lehrauftrag an der Academia Portuense de Belas Artes. Zu seinen Schülerinnen dort zählte die chilenisch-portugiesische Malerin Aurélia de Sousa.
Oliveira starb sieben Wochen nach seinem 74. Geburtstag am 9. Oktober 1927 in seiner Heimatstadt und fand dort auch seine letzte Ruhestätte.